# Avions Voisin C30
 (février 2018).
Si vous disposez d'ouvrages ou d'articles de référence ou si vous connaissez des sites web de qualité traitant du thème abordé ici, merci de compléter l'article en donnant les références utiles à sa vérifiabilité et en les liant à la section « Notes et références ».
Pour les articles homonymes, voir Avions Voisin et C30.
L'Avions Voisin C30 ou Voisin C30 ou Avions Voisin Type C30 est une voiture de luxe de l'ancien avionneur et constructeur automobile français Avions Voisin,. Présentée au Mondial de l'automobile de Paris 1939, dernier modèle de la marque, produite à environ 60 exemplaires jusqu'en 1939.

## Historique
Construite entre 1938 et 1939, la C30 est le dernier modèle construit par la SADAV (Société Auxiliaire des Automobiles Voisin). Elle est motorisée avec un moteur Graham-Paige 3,5 L de 80 ch, à soupape (116 ch avec compresseur centrifuge optionnel).

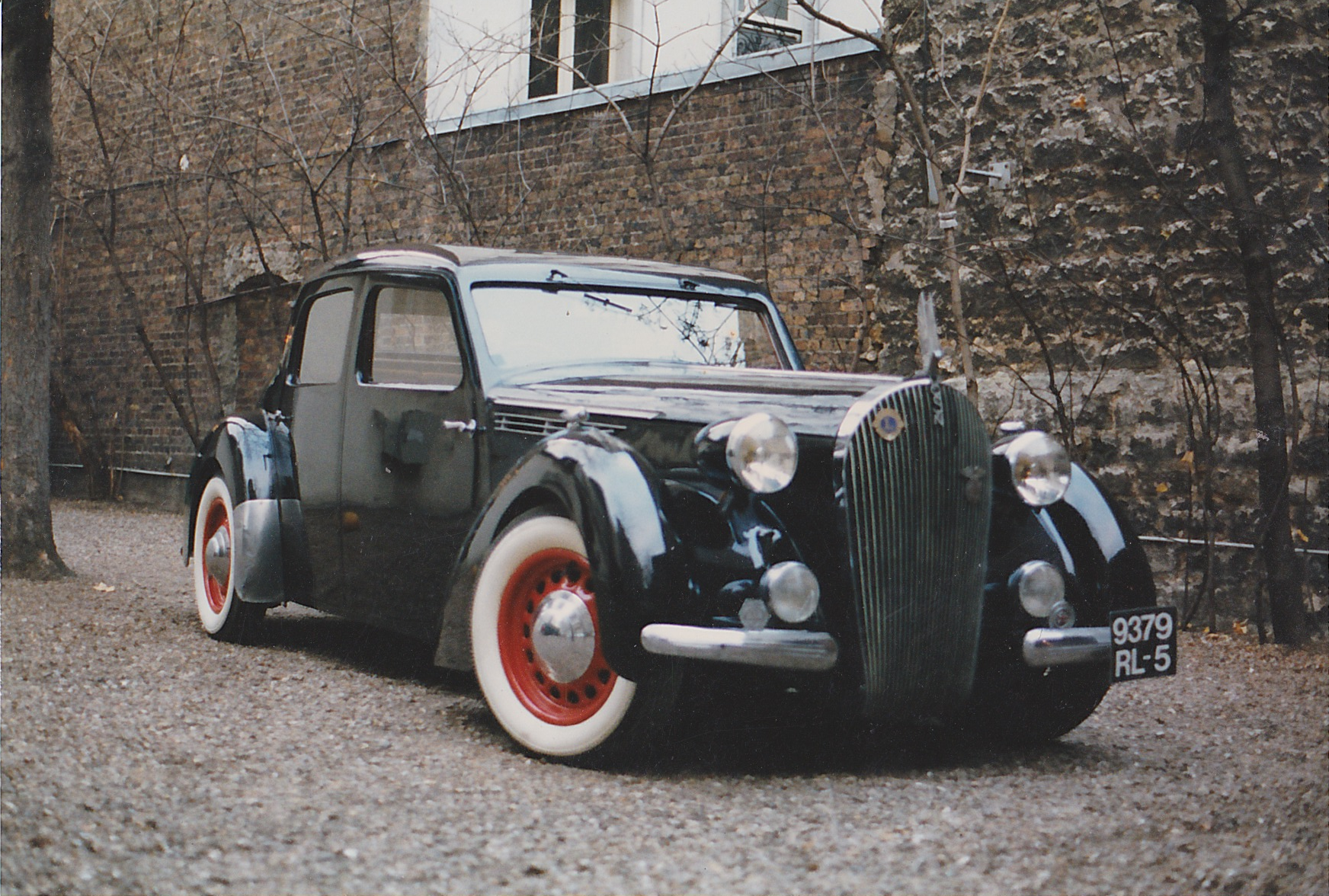
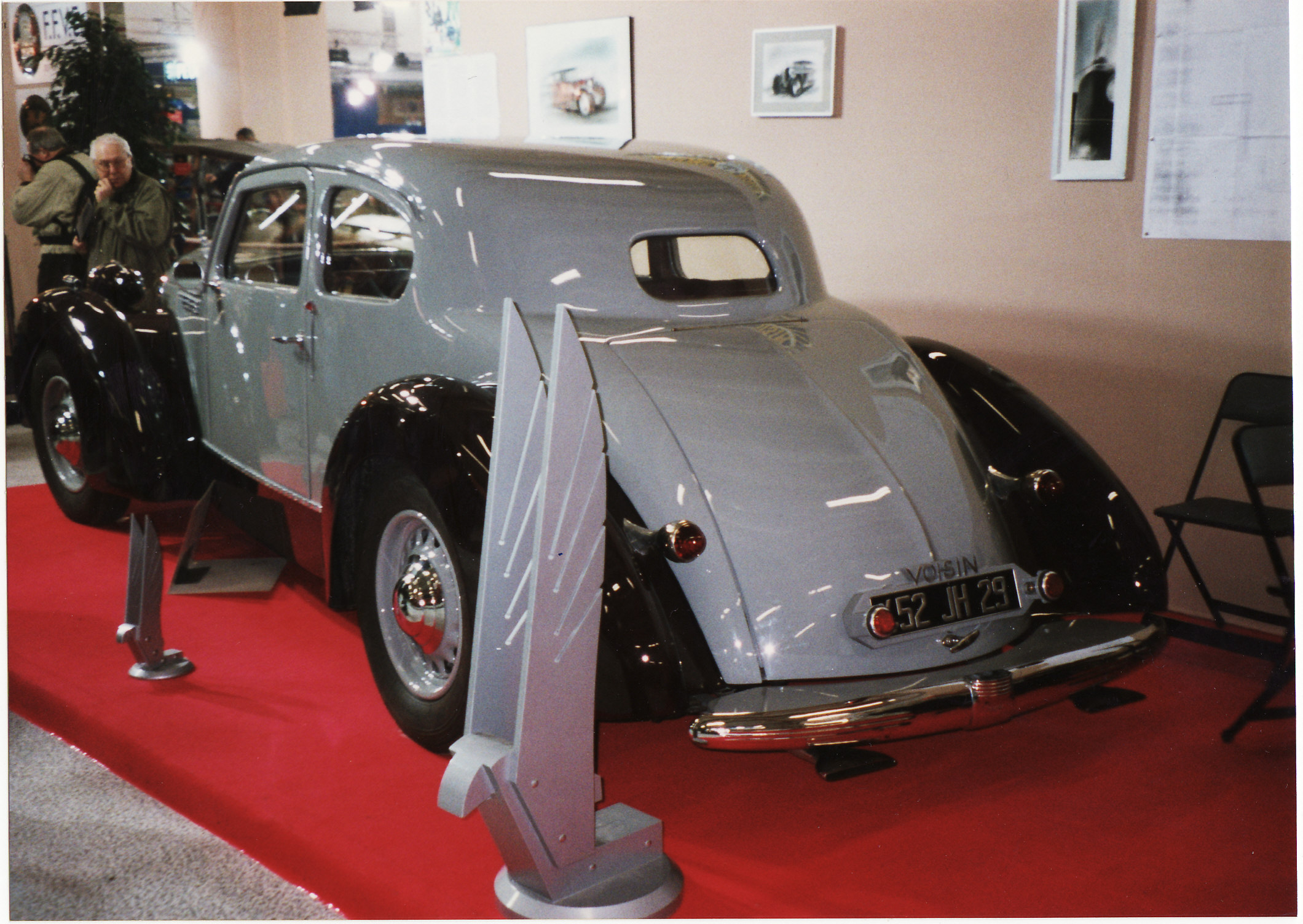

Le châssis très original de type caissonné et bajoues, dont l’ingénieur André Lefèbvre reprendra le principe sur la Citroën DS, est indéformable et revêtu d'un revêtement insonorisant. La suspension est assurée par des ressorts semi elliptiques glissants assistés d'amortisseurs Houdaille et le freinage est hydraulique par tambours aux 4 roues avec un double circuit et 2 maîtres cylindres.
La Grande Dépression puis la réquisition des usines pour l'effort de guerre de la Seconde Guerre mondiale marque la fin de la marque Avions Voisin, nationalisée après-guerre et intégrée à la Snecma (actuel Safran Aircraft Engines).

## Voiture de collection
Environ 60 modèles ont été construits. D'après M. Garabedian fils, un certain nombre de carrosseries non terminées auraient été stockées après guerre dans la cour du garage. Il subsiste à ce jour 2 berlines carrosserie usine, une berline recarrossée après guerre, un cabriolet et un coupé Dubos. Le prototype - 9379 RL 5 - exposé au Mondial de l'automobile de Paris porte le numéro châssis 6006 et existe encore.

## Jeux vidéo
- 2011 : La C30 Cabriolet Dubos est modélisé dans le jeu vidéo L.A. Noire et est utilisable par le joueur[6]. Elle est malheureusement mal identifiée comme une Avions Voisin C7[7].